# Высоцкий, Николай Фёдорович (профессор)
Николай Фёдорович Высоцкий (1843—1922) — русский учёный-медик, организатор борьбы с эпидемиями, профессор Казанского университета, общественный и политический деятель, коллекционер, археолог и краевед.
В разное время возглавлял умеренно-монархический «Союз пастырей и церковных старост г. Казани», «группу правых профессоров» Казанского университета, правое крыло «Казанского Союза 17 Октября», а затем — «Казанский Русский Избирательный Комитет» и «Казанский Русский Национальный Клуб».

## Биография
Родился 9 (21) ноября 1843 года в Нижнем Новгороде. Окончил Нижегородскую гимназию (1859) и медицинский факультет Казанского университета (1863; лекарь). С 5 марта 1864 года был определён младшим учителем Казанского земледельческого училища, но уже 2 августа Советом Казанского университета он был избран ординатором хирургической факультетской клиники (утверждён в должности 25.09.1864). В апреле 1868 года защищал сочинение pro venia legendi (на получение права преподавать) «О посторонних телах наружного слухового прохода» и 18 июня был утверждён приват-доцентом отиатрии. С 27 октября 1869 года ему было поручено преподавание оперативной хирургии.
В 1872 году он защитил диссертацию «Материалы к учению о происхождении и развитии рака нижней губы» и 11 ноября удостоен степени доктора медицины; 27 мая 1874 года утверждён доцентом отиатрии. С 1 сентября 1875 года находился в годичной заграничной командировке. С 18 марта 1878 года, временно (вместо Л. Л. Левшина), читал курс теоретической хирургии.
Экстраординарным профессором был избран 17 октября 1881 года, а 1 июля 1885 года был утверждён ординарным профессором кафедры хирургической патологии. В 1887 году участвовал во втором съезде русских врачей в Москве.
С 18 июня 1893 года — заслуженный профессор Казанского университета; 1 января 1894 года был произведён в действительные статские советники.
Состоял гласным Казанской городской думы.
Его главные учёные труды касаются не только медицины, но и археологии и этнографии. В области медицины, помимо хирургических и отиатрических работ, он оставил после себя ряд статей и популярных заметок по бактериологии, эпидемиологии и истории медицины. Он добился выделения правительством денежной субсидии на постройку при Казанском университете бактериологического института и стал его первым директором.
В 1906 году на Выставке сельскохозяйственного птицеводства в Москве была представлена экспозиция Историко-археологического музея заслуженного профессора Имп. Казанского университета Н. Ф. Высоцкого. Читал лекции о чуме на курсах для врачей в 1911 году.
В 1920 году переехал в Москву, где скончался 12 февраля 1922 года. Похоронен на Новодевичьем кладбище.

## Награды
Был награждён:
- орден Св. Станислава 2-й ст. (1885)
- орден Св. Анны 2-й ст. (1889)
- орден Св. Владимира 3-й ст. (1898)
- орден Св. Станислава 1-й ст. (1901)
- орден Св. Анны 1-й ст. (1914)

## Личная жизнь
Жена — Мария Васильевна (ум. 1927). Дочь — Зинаида (1881—1929).